# Proxolonia fonsecai
Proxolonia fonsecai är en insektsart som beskrevs av Albino Morimasa Sakakibara 1969. Proxolonia fonsecai ingår i släktet Proxolonia och familjen hornstritar. Inga underarter finns listade i Catalogue of Life.